# 仙女座 (單曲)
《仙女座》（日語：アンドロメダ），日本女性創作歌手aiko的第13張單曲。2003年8月6日發行。

## 簡介
前作《蝴蝶結》約3個半月之後發行。
《仙女座》被用作aiko首次親自出演的電視廣告——固力果乳業「Cafe-Ole」的廣告歌曲。

## 收錄曲目
1. 仙女座（アンドロメダ）
固力果乳業「Cafe-Ole」的電視廣告歌曲
2. 小偷
讀賣電視台電視動畫《狗狗向前走》的片頭曲
3. 最後的暑假（最後の夏休み）
4. 仙女座（（insturumental）

全 作詞、作曲：AIKO；編曲：島田昌典　

## 外部連結
- 唱片介紹